# ماروفاریهی
ماروفاریهی (به لاتین: Marofarihy) یک منطقهٔ مسکونی در ماداگاسکار است که در ماناکارا-آتسیمو واقع شده‌است. ماروفاریهی ۷۵ کیلومتر مربع مساحت و ۷٬۰۰۰ نفر جمعیت دارد و ۴ متر بالاتر از سطح دریا واقع شده‌است.